# Neues Schloss (Hemau)

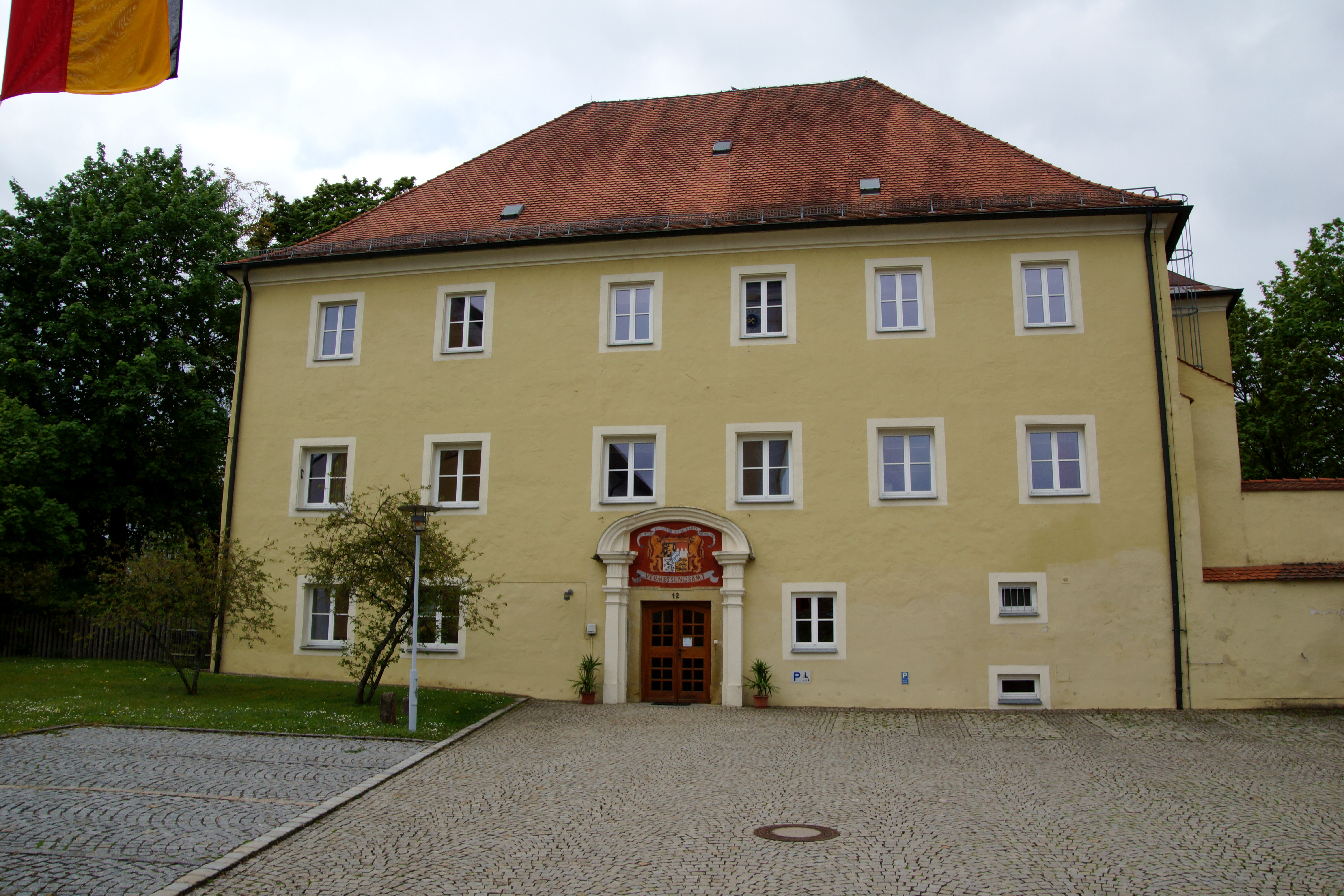
Neues Schloss zu Hemau

Das Neue Schloss ist ein denkmalgeschütztes Gebäude in der Kirchengasse 10/12 auf dem Münchberg neben der Pfarrkirche in der Stadt Hemau im Landkreis Regensburg (Bayern). Es ist der Nachfolgebau der im 12. Jahrhundert errichteten Burg Hemau. Die Anlage ist unter der Aktennummer D-3-75-148-6 als denkmalgeschütztes Baudenkmal von Hemau verzeichnet. Ebenso wird sie als Bodendenkmal unter der Aktennummer D-3-6936-0101 im Bayernatlas als „archäologische Befunde des Mittelalters und der Neuzeit im Bereich des "Neuen Schlosses" in Hemau, darunter Teile der mittelalterlichen Stadtbefestigung und Burganlage“ geführt.

## Geschichte
Die Gründung der Burg Hemau wird den Grafen von Hirschberg zugeschrieben. Diese hatten die Bamberger Vogtei auf dem Tangrintel, dem ehemaligen Königsforst um Hemau, inne. Die Burg diente als Herrschaftssitz und zur Kontrolle der Straße von Regensburg nach Nürnberg. Der letzte Hirschberger, Graf Gebhard VII., hatte im Falle seines kinderlosen Todes Hemau und alle seine Besitzungen dem Herzog Ludwig II. verschrieben, obwohl eigentlich das Kloster Prüfening Grundeigentümer und das Bistum Bamberg Obereigentümer war. 1305 wurden die Wittelsbacher von Bischof Wulfing mit der Stadt Hemau und dem umgebenden Tangrintel belehnt. In einem Verzeichnis des Klosters Prüfening von 1459 bis 1484 erscheint zu Hemau ein castrum, das dem Landesfürsten zugeschrieben wird; es handelt sich um den Sitz des herzoglichen Pflegers. Die Burg lag westlich der Pfarrkirche und war eine relativ kleine, mit einem Bergfried versehene romanische Anlage. Nepomuk von Reisach beschreibt 1780 noch einen aus Großquadern errichteten Turm (im Volksmund Hofturm oder Hexenturm genannt) unweit der Behausung des Pflegers, der mit Käfigen zur Einkerkerung von Verurteilten und Folterwerkzeugen versehen war. 1797 wurde der Turm zur Hälfte abgetragen und 1804 vollständig beseitigt.
Das Neue Schloss wurde um 1600 von der Stadt Hemau unter Verwendung von Abbruchmaterial der früheren Burg (mit Ausnahme des Turms) erbaut. Um 1810 wurden weitere ältere Gebäude demoliert. 1797–1810 wurde das Schloss teilweise abgebrochen. Das Gebäude diente unter anderem als ehemaliges Rentamtsgebäude und später als Amtsgericht. Es wird heute als Außenstelle des Vermessungsamtes Regensburg genutzt und ist im Besitz des Freistaates Bayern.

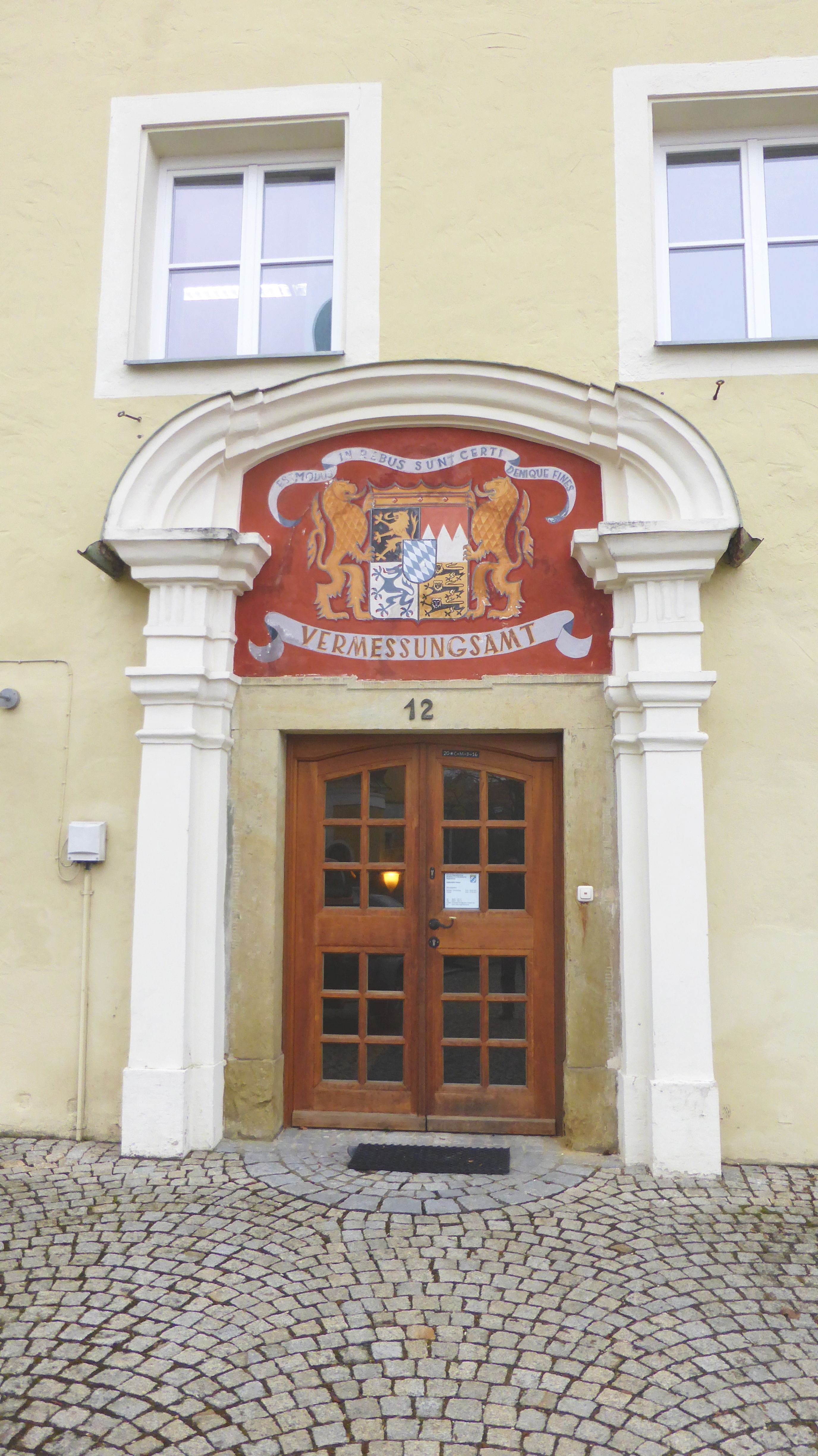
Eingangsportal zum Neuen Schloss in Hemau

## Beschreibung
Das Schloss ist ein dreigeschossiger Walmdachbau mit barockem Werksteinportal.
Weiter sind erhalten:
- barocke Hofmauer
- barocke dislozierte und in den Garten versetzte Grenzsteine
- im Garten: Stadtgraben mit Futter- und Stadtmauer